# Concert per a piano núm. 2 (Chopin)
El Concert per a piano núm. 2 en fa menor, Op. 21, de Frédéric Chopin és un dels dos concerts per a piano del compositor polonès. Tot i haver-se publicat en segon lloc, en realitat és anterior al primer. Està dedicat a la comtessa Delphine Potocka. Es va acabar al final de l'hivern de 1829 i va ser estrenat pel mateix compositor al piano el 17 de març de 1830 a Varsòvia. És, en conjunt, d'accents més dramàtics que el precedent. Amb tot, és una meravellosa inspiració melòdica, riquesa d'expressivitats romàntiques i sentit rítmic.

## Moviments
El treball conté els tres moviments típic dels concerts instrumentals de l'època:
1. Maestoso
2. Larghetto
3. Allegro vivace

### Maestoso
Escrit en forma sonata. És una àmplia introducció orquestral que exposa els dos temes principals. El primer d'ells és de suau bellesa, amb un fraseig ampli i líric, el segon és íntim, desenvolupat pel solista. Quan després d'un fortissimo el piano irromp amb brillantor, ja no deixarà el seu lloc privilegiat: aquest serà el que porti el protagonisme en tot el moviment. Aquest primer moviment ofereix exquisida delicadesa, reproduint l'entrada del piano el tema exposat amb anterioritat per l'orquestra. Dolços i apassionades frases musicals, portadores de certa malenconia, s'entrellacen amb els ecos del teclat, mantenint, en perfecte equilibri sonor, l'harmoniosa i captivadora essència romàntica del compositor.

### Larghetto
Intimista i amorós, va ser inspirat per un amor de joventut de Chopin, la soprano Konstancia Gladkowska. Té estructura tripartida, amb les seccions extremes plenes d'efluvis amorosos, mentre que la central té un contrastat sentit dramàtic. La línia cantabile està adornada en una escriptura de vegades lànguida i altres d'indubtable contemplació eròtica.
Comença amb una brevíssima melopea lenta, de sabor místic, la melodia és cantada a l'uníson per les cordes, predominant els profunds accents dels violoncels i els contrabaixos. Després d'haver estat exposades aquestes suggerents frases musicals, el piano entona una subjugant melodia, destacant bells trinats a través d'aquest fragment de singular bellesa i entendridora passió. Aquest Larghetto, tan ple de poesia, conclou repetint el tema inicial exposat per l'orquestra, entonant també el piano un lent i malenconiós arpegi d'un sabor molt emotiu.

### Allegro vivace
L'Allegro vivace, amb el qual finalitza, destaca en les seves frases apassionades i impetuoses, extraordinària mestria instrumental, suggerint una explosió de sentiments en passatges executats a l'uníson per l'instrument solista i la massa orquestral. Escrit en forma de rondó, aquest temps final consta de dos temes principals: el primer està dotat de senzillesa i encant, mentre que el segon és pràcticament una masurca de clar sabor polonès. El piano juga amb dos temes, en un clima informal i molt lluminós acompanyat per una orquestra en la qual domina la corda. L'última secció està escrit a moto perpetu.
Aquesta partitura, que finalitza així embellida per nous i harmoniosos adorns musicals, va comptar amb les preferències de l'autor, que sovint executava com un tros fragmentari el Larghetto.